# 후다이다드 칸
후다이다드 칸(러시아어: Худайдад-хан, 1689년 사망)은 17대 히바 칸국의 칸이자 1686년부터 1689년까지 화레즘과 히바 지역을 통치했던 사람이다.
후다이다드 칸은 선대 칸인 아누샤 무함마드의 아들로 칸의 힘을 강화하는 정책을 펼쳤다. 그는 아주 어린 15세에 칸의 권직에 올랐다. 그는 2년 반쯤 지배하고 1689년에 사망했다. 그는 러시아 제국과 무역 관계를 유지했다.

## 사망
그에 대한 쿠데타로 인해 후다이다드 칸은 1689년 사망하고 이후 아우랑 칸이 집권했다.

## 참고 문헌
- (러시아어) Гулямов Я. Г., История орошения Хорезма с древнейших времен до наших дней. Ташкент. 1957
- (러시아어) Жуковский С. В. Сношения России с Бухарой и Хивой за последнее трехсотлетие. Петроград, 1915
- (러시아어) История Узбекистана. Т.3. Т.,1993.
- (러시아어) История Узбекистана в источниках. Составитель Б. В. Лунин. Ташкент, 1990
- (러시아어) История Хорезма. Под редакцией И. М. Муминова. Ташкент, 1976

| 전임 아불 무자파르 무함마드 아누샤 칸 | 제17대 히바 칸국의 칸 1686년 ~ 1689년 | 후임 아우랑 칸 |